# 유두석
유두석(兪斗錫, 1950년 2월 27일 ~ )은 대한민국의 공무원 출신 정치인이다. 35·38·39대 전라남도 장성군수를 역임했다. 호(號)는 산남(山南). 전라남도 장성군 황룡면 장산리 출신이다.

## 주요 경력
- 건설교통부 물류시설과 과장
- 건설교통부 지가제도과 과장
- 홍익대학교 겸임교수
- 조선대학교 겸임교수
- 광주대학교 겸임교수
- 전주대학교 겸임교수
- 광운대학교 겸임교수
- 숭실대학교 겸임교수
- 국립지리원 지도과장(2000년)
- 건설교통부 주택관리과장(2002년)
- 건설교통부 공공주택과장(2003년)
- 건설교통부 항공정책과장(2004년)
- 건설교통부 중앙토지수용위원회 사무국장(이사관)(2005년 ~ 2006년)
- 제35대 전라남도 장성군수(2006.7.1 ~ 2007.10.25) / 민선(무소속)[1]
- 제38대 전라남도 장성군수(2014.7.1 ~ 2018.6.30) / 민선(무소속)
- 제39대 전라남도 장성군수(2018.7.1 ~ 2022.6.30) / 민선(무소속)

## 학력
- 월평초등학교 졸업
- 장성중학교 졸업
- 광주고등학교 졸업
- 전남대학교 행정학과 학사
- 영국 버밍엄 대학교 대학원 주택정책학과 행정학 석사
- 경원대학교 대학원 도시계획학과 공학박사 과정

## 전과
- 공직선거법위반: 벌금 1,500,000원 - 2007년 1월 24일 선고[2]

## 가족 관계
- 부인: 이청: 제36대 장성군수

## 수상
- 근정포장-1986년
- 녹조근정훈장-1992년

## 저서
- 아름다운 귀향, 장성의 미래가 보인다(현대미술)
- 아름다운 귀향, 그 뒷이야기

## 역대 선거 결과
|  | 51.27% |

|  | 53.99% |

|  | 55.93% |

|  | 45.96% |